# Pasqual Echagüe
Pasqual Echagüe, argentinski general in politik, * 16. maj 1797, † 2. junij 1867.